# Charlotte Boyle
Charlotte Duggan Boyle, verheiratete Charlotte Clune, (* 20. August 1899 in New York City, New York; † 3. Oktober 1990 in Scottsville, New York) war eine US-amerikanische Schwimmerin.
Boyle vertrat die Vereinigten Staaten bei den Olympischen Sommerspielen 1920 in Antwerpen, Belgien, wo sie im 100-Meter-Freistil der Frauen antrat. Am 25. August 1921 stellte sie in New Brighton einen Weltrekord über 200 Meter Freistil auf, der zwei Jahre später von Gertrude Ederle übertroffen wurde. Auch in der heute unbekannten Disziplin plunge for distance (Distanztauchen) hielt sie einen Rekord. Sie gewann acht nationale Meisterschaften.
1988 wurde sie in die International Swimming Hall of Fame aufgenommen.